# Ледник Бирдмора
Ледни́к Би́рдмора — один из крупнейших долинных ледников в мире. Его длина составляет более 160 (около 200) километров, ширина — около 40 километров. Выносит около 6 км³ льда в год. Ледник находится в Антарктиде и является одним из главных проходов через Трансантарктические горы от шельфового ледника Росса до Полярного плато. С западной стороны ледник ограничен хребтом королевы Александры, а с восточной — хребтом Содружества и ледником Килти.
Лёд с Восточно-Антарктического ледникового щита несколькими ледниками стекает через Трансантарктические горы в сторону моря Росса и Западно-Антарктического ледникового щита, впадая в шельфовый ледник Росса в юго-западной части берега Шеклтона. Эти ледники в основном текут перпендикулярно оси хребта и разделяют его на горные системы. Предполагается, что многие из таких ледников расположены вдоль крупных геологических разломов.
Через ледник Бирдмора прокладывались ранние маршруты к Южному полюсу. Первооткрывателем был Эрнест Шеклтон во время своей антарктической экспедиции 1908—1909 годов на судне «Нимрод». Исследователь со своей группой рассчитывал добраться до Южного полюса, но достиг лишь широты 88° 23". Группа Шеклтона стала первой, кто ступил на большое полярное плато. Проход через Трансантарктические горы был осуществлён по леднику, которому экспедиция дала имя сэра Уильяма Бирдмора (англ. William Beardmore), шотландского промышленника и спонсора экспедиции, родившегося в 1856 году.
Экспедиция 1911—1913 годов Роберта Скотта воспользовалась тем же проходом в 1911 году при попытке достичь полюса. Команда Скотта успешно достигла цели 18 января 1912 года, однако действовавшая независимо группа Руаля Амундсена опередила их на 35 дней, воспользовавшись при переходе через горы ранее неизвестным ледником Акселя Хейберга.